# Grb Tunizije
Tunizijski grb prikazuje kartažansko ladjo (simbol svobode), skupaj z levom, ki drži meč (simbol reda) in tehtnico (simbol pravice). Na sredini se nahaja državno geslo zapisano v Arabičini: svoboda (حرية) - red (نظام) - pravica (عدالة). Osrednji simbol iz državne zastave se nahaja nad grbom. Ozadje je zlato.